# Ukonsaari (ö i Mellersta Finland, Jämsä)
Ukonsaari är en ö i Finland. Den ligger i sjön Alainen-Karkjärvi och i kommunen Kuhmois i landskapet Mellersta Finland, i den södra delen av landet, 160 km norr om huvudstaden Helsingfors. Öns area är 0,7 hektar och dess största längd är 140 meter i sydväst-nordöstlig riktning.